# Зебулон Пайк
Зебулон Монтгомъри Пайк (на английски: Zebulon Montgomery Pike) e американски армейски офицер, изследовател на Скалистите планини.

## Ранни години (1779 – 1806)
Роден е по време на Американската революционната война, на 5 януари 1779 година близо до Ламбъртън (днес наричан Лемингтън, окръг Самърсет), Ню Джърси, сега част от град Трентън, в семейство на армейски офицер. През 1794, едва 15-годишен, се записва в полка на баща си, който по това време е разквартируван в Охайо и Илинойс. През 1799 е повишен в първо офицерско звание – лейтенант.

## Експедиционна дейност (1806 – 1807)
През 1806 – 1807 възглавява военна експедиция, която изследва южната част на Великите равнини и Скалистите планини.
На 15 юли 1806 тръгва от устието на Мисури и се изкачва по нея до устието на десния ѝ приток река Осейдж. Открива цялото ѝ течение (579 км) и от там се прехвърля на река Канзас и открива горното ѝ течение. Продължава на юг към река Арканзас, изкачва се по нея и на 15 ноември достига до Скалистите планини. В подножието им, в южната част на Предния хребет (4351 м) открива масива Пайкс Пийк (4300 м), а на запад от него – масива Саватч с връх Ълбърт (4399 м) и изворите на Арканзас. От там продължава на юг и достига до горното, все още неизследвано течение на река Рио Гранде и на изток от нея се добира до западните склонове на хребета Сангре де Кристо.
На 26 февруари 1807 целия състав на експедицията е арестуван от испанските власти в северната част на днешния щат Ню Мексико и е изпратен в град Чиуауа, където му е предявено обвинение в шпионаж и е разпитан за целта на пътуването му. След протеста от страна на американското правителство, Пайк и хората му са освободени на 1 юли и се завръщат в САЩ.

## Следващи години (1807 – 1813)
След завръщането си в САЩ продължава военната си служба и през 1811 е вече полковник. През 1812 е заместник главен интендант в Ню Орлиънс. През 1813 вече като бригаден генерал командва атаката към Торонто, където на 27 април на 34-годишна възраст загива от взрив на склад за боеприпаси.

## Памет
Неговото име носят:
- връх Пайкс Пик (38°50′ с. ш. 105°03′ з. д. / 38.833333° с. ш. 105.05° з. д., 4302 м) в Скалистите планини щата Колорадо, САЩ;
- град Пайксвил (37°29′ с. ш. 82°32′ з. д. / 37.483333° с. ш. 82.533333° з. д.), в щата Кентъки, САЩ;
- град Пайксвил (39°23′ с. ш. 76°42′ з. д. / 39.383333° с. ш. 76.7° з. д.), в щата Мериленд, САЩ;
- град Пайктън (39°04′ с. ш. 83°04′ з. д. / 39.066667° с. ш. 83.066667° з. д.), в щата Охайо, САЩ;
- Национален парк в щата Колорадо, САЩ;
- окръг Пайк в щатите Алабама, Арканзас, Джорджия, Илинойс, Индиана, Кентъки, Мисисипи, Мисури, Охайо и Пенсилвания;
- шлюз № 11 (42°32′ с. ш. 90°39′ з. д. / 42.533333° с. ш. 90.65° з. д.), на река Мисисипи.